# 吕型伟
吕型伟（1918年—2012年7月17日），男，浙江新昌人，中国教育学家，曾任上海市教育局副局长，中国教育学会副会长。